# Licaone (figlio di Priamo)
(Commento di Achille a Licaone prigioniero. Omero, Iliade, libro XXI, versi 106-107. Traduzione di Rosa Calzecchi Onesti.)
Licaone (in greco Λυκάων Lykàōn) era nella mitologia greca uno dei due figli che Priamo ebbe da Laotoe.

## Il mito
Licaone è citato nel ventunesimo canto dell'Iliade di Omero in cui si narra che Achille, per vendicare la morte dell'amico fraterno Patroclo, fece strage di troiani sulle rive del fiume Scamandro, che scorre vicino alla città.
Già una volta fatto prigioniero dal Pelide, che l'aveva venduto poi come schiavo, e riscattato da Eezione, il principe troiano era quindi tornato a combattere. Licaone, imbattutosi nuovamente nell'eroe acheo, con un gesto di supplica (ossia toccando i ginocchi di Achille e sottomettendosi) cerca di far provare pietà al nemico ma il semidio non viene minimamente toccato dall'invocazione e lo uccide con un colpo di spada alla clavicola; non contento, Achille lo afferra per un piede e lo trascina nella polvere fino a gettarlo nel fiume, impedendo in tal modo per sempre alla sua anima l'ingresso al regno di Ade dove sarebbero giunti coloro che, dopo la morte e per pietà del nemico, avrebbero avuto l'onore di ricevere le esequie funebri da parte dei propri genitori e della patria.
La violenta reazione di Achille è dovuta al fatto che Licaone è un fratellastro di Ettore, l'assassino di Patroclo, ed è appunto in seguito a questa uccisione che il Pelide rientra nel campo di battaglia cominciando indiscriminatamente a spargere sangue. Dopo aver buttato Licaone in acqua, Achille gli augura di venire divorato dai pesci: il testo non dice se il suo corpo subisce effettivamente questa sorte, come accade poi ad Asteropeo – la successiva vittima di Achille gettata nelle acque dello Scamandro – o se invece finisce bruciato nell'incendio voluto da Efesto che in seguito divora i cadaveri degli altri eroi di parte troiana periti nella battaglia fluviale.
Nell'episodio è possibile notare un cambiamento da parte dell'eroe greco: non è più colmo di onore e gloria per aver ucciso un suo avversario, ma diventa un semplice assassino, lontano dai canoni che definiscono un abile guerriero.